# توماس أوينز
توماس أوينز (بالإنجليزية: Thomas Owens)‏ هو متسابق يخت أسترالي، ولد في 10 يوليو 1938.

## وصلات خارجية
- توماس أوينز على موقع أوليمبيديا (الإنجليزية)